# Azanida
Azanida es el nombre aprobado por la IUPAC para el anión NH−
2. El término es oscuro; los derivados del NH−
2 se denominan casi siempre amidas, a pesar de que amida también se refiere al grupo funcional orgánico C(=O)−NR
2. El anión NH−
2 es la base conjugada del amoníaco, por lo que se forma por la autoionización del amoníaco. Se produce por desprotonación del amoníaco, normalmente con bases fuertes o un metal alcalino. La azanida tiene un ángulo de enlace H-N-H de 104,5°.

## Derivados de metales alcalinos
Los derivados de metales alcalinos son los más conocidos, aunque suelen denominarse amidas de metales alcalinos. Algunos ejemplos son la amida de litio, la amida de sodio y la amida de potasio. Estos sólidos similares a sales se producen tratando el amoníaco líquido con bases fuertes o directamente con los metales alcalinos.
 2 M + 2 NH
3 → 2 MNH
2 + H
2, donde M = Li, Na, K
La amida de plata(I) (AgNH2) se prepara de forma similar.
Los complejos de metales de transición del ligando amido se producen a menudo por reacción de metátesis salina o por desprotonación de complejos de aminas metálicas.